# インバー

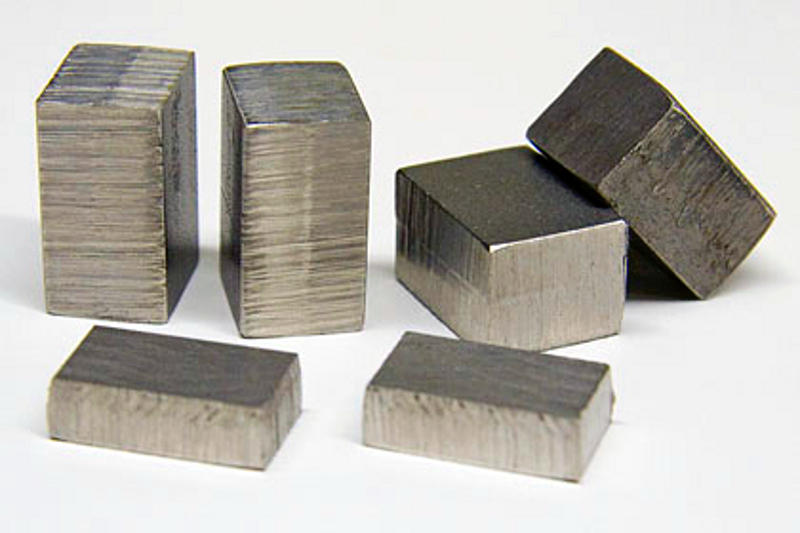
インバー サンプル

インバー (invar) とは合金の一種であり、常温付近で熱膨張率が小さいことが特徴である。鉄に36 %のニッケルを加え、微量成分として0.7 %ほどのマンガンおよび0.2 %未満の炭素が含まれる。Invarという名称はInvariable Steel（変形しない鋼）から名づけられた。日本語では不変鋼とよばれる。フランス語読みでアンバーともいう。インバーの線膨張係数は鉄やニッケルのおよそ1⁄10である。

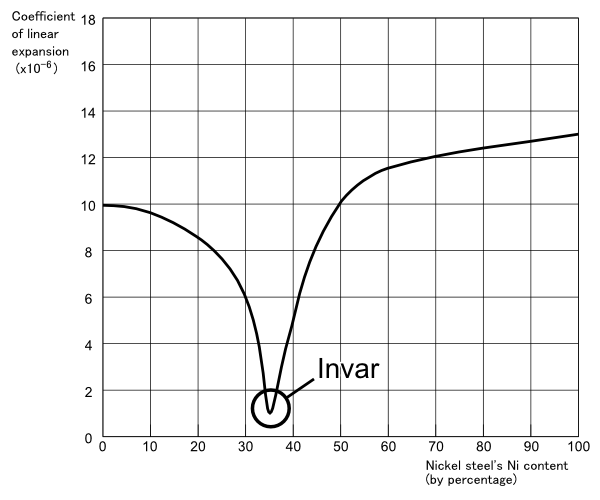
合金内のニッケルの質量含有率に応じた膨張係数の変化

1897年にスイス人物理学者シャルル・エドゥアール・ギヨームがFe-36Ni合金でインバー特性を発見した。ギョームはこの功績によって1920年にノーベル物理学賞を受賞した。磁気歪みによる体積変化と通常の格子振動による熱膨張が相殺しあって、ある温度範囲での熱膨張が小さくなるものである。
インバーの用語は1907年以降登録商標となっており、現在ではAperam Imphy Alloysの資産である。公的な名前はFe-Ni36%という。
温度によって寸法が変化しないので、時計や実験装置、LNGタンカーのタンク、ブラウン管のシャドーマスク等に用いられる。また、バイメタルの低熱膨張率側の材料としても用いられる。

## 歴史

### 予期しない研究結果
二次的基準規則の完璧な解決策がなかったため、1891年に国際度量衡委員会はこれらの規則の開発を国際事務局のプログラムに含めることを決定した。この作業を任されたギヨームは、すぐに真鍮と青銅の利用を諦めた。彼はニッケルおよびニッケル-銅合金の研究を進め、先行きに期待の持てる成果を得た。
1895年、国際度量衡事務局の事務局長J.R. Benoîtは、22%のニッケルと3%のクロムを含有する鉄-ニッケル合金を検査した。この合金は驚くべき挙動を示した。鉄とニッケルはどちらも強磁性材料であるにもかかわらず、合金は常磁性で、膨張係数はニッケルまたは純鉄よりずっと高かったのである。研究は、パリ砲兵連隊の技術部門の要請で行われ、合金はNeversの近くのAciéries d'Imphyから提供され、その後、Société de Commentry-Fourchambaultから提供された。
その数年前、John Hopkinsonは、鉄・ニッケル合金が注目に値する変化を遂げる可能性があることを指摘していた。25%のニッケル合金は、常温では比較的柔らかく常磁性だが、0℃に冷却すると硬質で強磁性になり、同時に体積が2%増加した。この時期、金属の結晶構造はほとんど知られておらず、このような変化が相移転によるものであることは知られていなかった。
1896年の春、Imphy社は30%のニッケルを含有する鉄-ニッケル合金の棒材を提供した。ギヨームはその合金の熱膨張係数がプラチナの約1⁄3に過ぎないことを指摘した。この結果はギヨームを驚かせ、この合金の物理的特性が合金を構成する2つの純粋成分の物理的特性の中間に位置するのではないかという期待を抱かせた。これは、複合則と呼ばれる原則である。
ギヨームはそこで、事務局長J.R. Benoîtからこれらの現象の検査を継続する許可を受けた。事務局には研究資金がなかったため、ギヨームは、1896年5月、Imphy製鋼所の社長Henri Fayolに援助を要請した。すでに研究されていた22%と30%のニッケルの2種類の合金が、ギヨームの元に送られてきた。Fayolは、ギヨームに次のように答えた。「あなたの研究には興味があります。研究を継続するのに何が必要なのですか？あなたに協力を提供します」。国際事務局との無償の協力体制がスタートし、600種類に及ぶグレードの異なる合金が研究された。

### インバー特性の発見
熱膨張と透磁率の間の相関関係は、1896年にすでに明らかにされていた。実際にギヨームは、合金の組成が影響を及ぼすのは磁気特性の変化する範囲と熱膨張だけであることを確認した。
1897年から、ギヨームは自らの発見を『ニッケル合金の研究。高温時の膨張；電気抵抗』（CR Académie des Sciences 125、235±238、1897年）として公表し、17種類のグレードの異なる合金を比較した。
インバーは面心立方(fcc)構造を持ち、鉄を置換するニッケルの存在に起因する歪みがある。鉄原子は、最寄りの内部エネルギーで、2種類の電子配位を取ることができる。1つは強磁性だが、もう1つはそうではない。強磁性配位のほうが非強磁性配位より幾分大きい体積を占めている。
合金は温度が上がると徐々に非強磁性配位を取るようになる。これは、配位がエネルギー的に好ましくなるからである。磁性配位から非強磁性配位への移行による体積の収縮は、材料の自然な熱膨張によって相殺されるため、全体の体積はほとんど一定のままである。材料のキュリー温度、つまり280℃以上になると、強磁性はなくなり材料は正常に膨張し始める。
この弱い熱膨張は、インバーの正体積の強い磁気歪みに原因しており、インバー効果を示すと言われる他の材料（Fe72Pt28、Pd3Fe...）でも見られる。
1920年12月10日、ギヨームは、鉄・ニッケル合金の研究でノーベル物理学賞を受賞した。

## 組織と特性

### 組織
1896年の秋、ギヨームは約36%のニッケルを含有する合金が常温で低い膨張係数を持つことを示した。この合金の膨張係数は、純鉄の膨張係数の1⁄10である。
工業用インバーはMarc Thuryの提案に基づいて定義された。研究では、マンガン、炭素、クロムおよび銅など多数の添加物の影響が研究された。
マンガンと炭素を含まない鉄・ニッケル工業生産は計画されなかったため、C.-E.ギヨームは、0.1%のマンガンと0.4%の炭素を標準組成として定めた。
これらの元素の他に、クロムと銅も添加物として考えられる。マグネシウム、ケイ素、コバルトを添加すれば機械的特性を改善することができる。その他の元素も、一定の特性を改善することができる。例えば、さらに炭素、マンガン、クロムを添加すると、孔食タイプの腐食に対する強度が改善される。

### 熱膨張

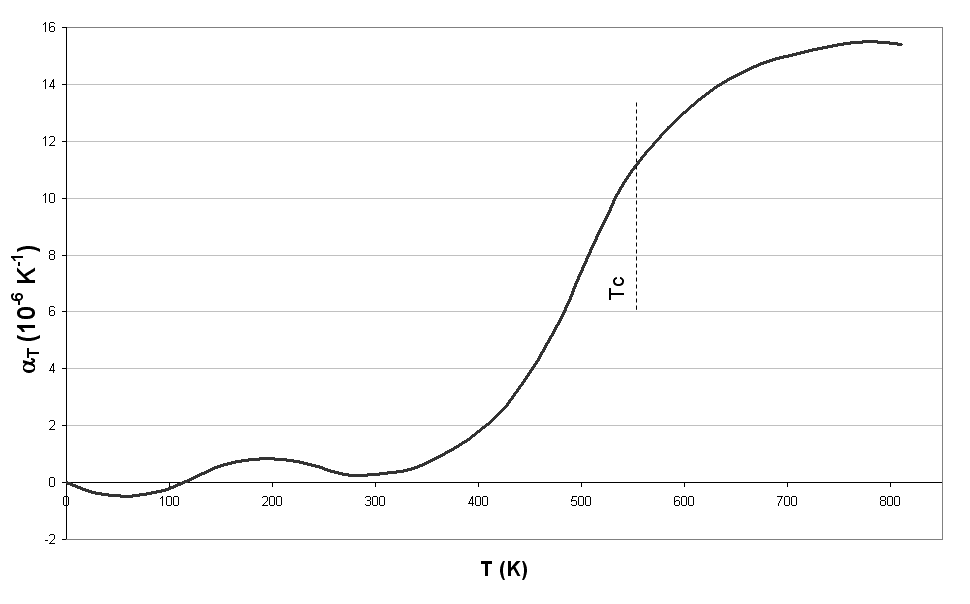
温度に応じたインバーの膨張係数の変化

インバーの弱い熱膨張は、この合金についてもっとも有名な特性である。絶対零度から90℃まで、熱膨張は{\displaystyle 2\times 10^{-6}K^{-1}}未満である。一方、純鉄とニッケルは{\displaystyle 12\times 10^{-6}K^{-1}} と{\displaystyle 13\times 10^{-6}K^{-1}}である。
この合金の特徴は低温のときには明らかだが、高温では必ずしも成立しない。事実、36%のニッケル合金については、キュリー温度は280℃で、寸法の安定性は130℃を超えると急激に劣化する.。
この温度は合金の化学組成を変えることで押し上げることができる。たとえば50%のニッケルを含むニッケル-鉄合金はキュリー温度が565℃で、この閾値はニッケル含有率とともに変化する。しかしながら、600℃以上までインバー効果を維持できる鉄-ニッケル合金は発見されていない。したがって高温用としては、熱膨張係数が300℃まで{\displaystyle 0.5\times 10^{-6}K^{-1}}の石英がよく使用されている。

### 強磁性

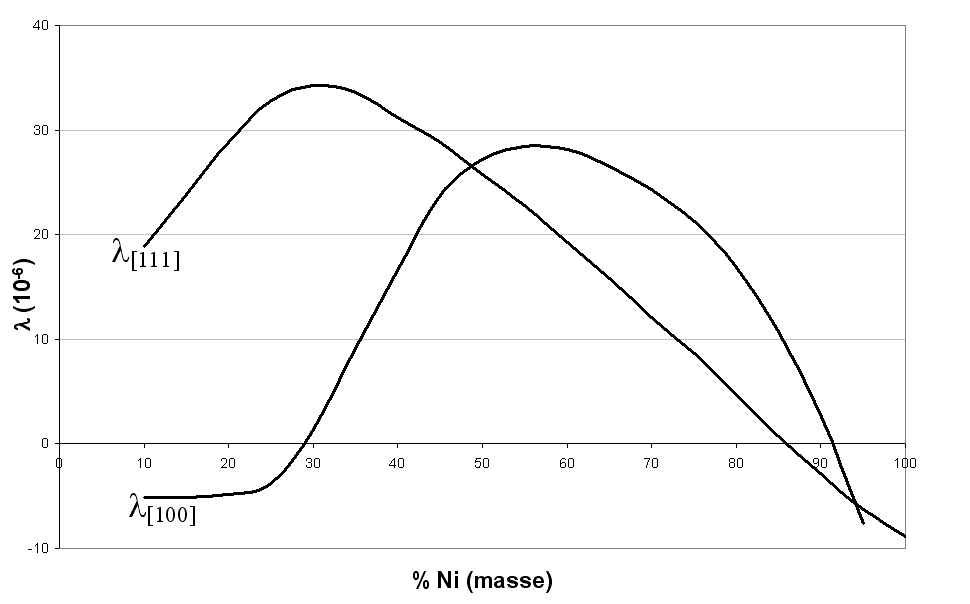
ニッケル含有率に応じた磁気歪み係数の変化

歴史的に、一部の鉄・ニッケルの合金の常磁性が最初に明らかにされた特異性だった。温度によって比率が変化する2種類の構造の共存は、一方の構造は高い磁性モーメント（2,2 〜 2,5 μB)と高い格子パラメータを持ち、フントの規則に準拠しており、もう一方は低い磁性モーメント（0,8 〜1,5 μB）と低い格子パラメータを持ち、可変磁場に触れると、合金の寸法の変動を誘発する。したがって、インバーの寸法の安定性を制御したければ、磁場に触れさせたり、反強磁性合金と交換したりするのは避けるべきである。{\displaystyle 4\times 10^{-6}K^{-1}}未満の熱膨張係数を示す反強磁性合金はまったく確認されていないからである。
磁場に対するこの鉄-ニッケル合金の寸法安定性は、この特性を活用するため（磁気歪みアクチュエータ）、あるいはあらかじめ用心するため（パーマロイ78（78%のニッケル）の磁気歪みはゼロである）、集中的な研究の対象となった。

### 熱膨張率の比較
| 材料               | 組成 (wt%)           | 線膨張率 ×10-6 | 出典                 |
| ------------------ | -------------------- | -------------- | -------------------- |
| 鉄（比較）         | Fe 100               | 11.8           | [ 11 ]               |
| インバー           | Fe、Ni 35            | 1.2            | [ 11 ]               |
| スーパーインバー   | Fe、Ni 32、Co 4      | 0.0            | [ 11 ] [ 12 ]        |
| ステンレスインバー | Fe、Ni 52、Co 11、Cr | 0.0            | [ 11 ] [ 13 ] [ 14 ] |
| Fe-Pt合金          | Fe、Pt 25            | -30            | [ 11 ]               |
| Fe-Pd合金          | Fe、Pd 31            | 0.0            | [ 11 ]               |

### その他の特性
50%のニッケル合金も時折インバーと呼ばれるが、厳密には「インバー」の用語は、36%のニッケルを含有し、膨張係数が極小値を示す合金しか指さない。この合金の20℃のときの特性は、次のとおりである。
| 要素                | 値                  |
| ------------------- | ------------------- |
| 電気抵抗率          | 75-85 µΩcm          |
| ヤング率            | 140-150 GPa         |
| 剛性率              | 57 GPa              |
| ブリネル硬度        | 160                 |
| 破断伸び            | < 45 %              |
| レジリアンス (20°C) | 140-150 J/cm2       |
| ポアソン比          | 0.22807 (=E/2G - 1) |
| 引張強さ            | 450-590 MPa         |
| 密度                | 8,125               |
| 線膨張係数(20-90°C) | 1,2-2,0 x 10-6 K-1  |
| 熱伝導率 (23°C)     | 13 Wm-1K-1          |
| 比熱容量            | 510 JKg-1K-1        |

### 原理
熱膨張が観測されない原理として、フォノンによる熱膨張の寄与と、磁場による電子状態の寄与が互いに打ち消しあうという理論が提唱されている。熱力学におけるマックスウェルの関係式を応用した高圧実験に基づいて、この理論が提唱された。

## 用途
熱膨張係数が低い（長手方向で、約{\displaystyle 2\times 10^{-6}K^{-1}}）ため、精密計器を製造するために使用されている。一部のグレードでは負の膨張係数を示す。
- 時計
- 測量計器
- 研究所物理的測定装置
- 地震活動検出器
- シャドーマスクフレーム
- 航空宇宙産業の複合パーツ用モールド

温度変化に対する安定性は、熱応力の影響を受けにくい構造物の建造を可能にする。インバー製メタンタンクの内側コーティングは、-162℃・大気圧の天然ガスの輸送によく使用されている技術である。近年では、さらなる低温環境耐性についても改善が図られており、深宇宙環境において用いられる観測衛星用の構造材料としても適用が検討されている。
インバーと同様に膨張係数が非常に低い材料は他にもあるが、インバーは金属の長所を備えている（電気伝導率、溶接またははんだ適性、弾性など）。また、イリジウム、タンタル、タングステンは熱膨張の特性と金属の長所を備えているが、非常に高価である。したがってインバーは下記のために使用するのに理想的である。
- 組み合わせる金属との差異を最大限に引き出すことができるバイメタル構造物

ニッケル含有率を変化させたり、あるいは他の材料と組み合わせたりすると、膨張がゼロになることはないが、他の材料の膨張とまったく同じにすることができる。
- 精密光学：コバールはインバーに近い合金であり、熱膨張の挙動がガラスと同じである。
- エレクトロニクス：42%の42アロイは、アルミナ・セラミックと同程度の膨張係数を持ち、集積回路のサポートの製造に使用されている（リードフレームとも呼ばれる）[18]。
- 46%のニッケルと0.3%の炭素からなるプラチナイトは、膨張係数がガラスと同じであるため、ガラス（ランプ）に溶接できるワイヤを構成するために使用することができる。

- エリンバーは、36%のニッケルと5%のクロムの合金であり、弾性係数が温度によってほとんど変化しないため、精密時計に使用されている。